# 维多利亚事件
维多利亚事件（代号铁律行动）是以色列国防军于2011年3月发动的一次军事行动，以色列海军在地中海国际水域拦截了“维多利亚”号船只，并发现了藏匿的武器，据以色列国防军称，这些武器是运往加沙地带的巴勒斯坦武装组织的。该船被发现携带约50吨武器，包括C-704反舰导弹、火箭发射器、雷达系统、迫击炮弹和步枪弹药。

## 背景
以色列对加沙地带實施海上封锁，以防止武器被走私到該地區的激进组织手中。2003年，以色列突击队在红海发动了“诺亚方舟”行动，并缴获了50吨导弹、迫击炮、步枪和弹药，他们说这些东西是运往加沙的。2009年，以色列海军在塞浦路斯海岸拦截了伊朗船只法国号，船上载有数百吨武器。伊朗是哈马斯的主要武器供应国，除了通过海路外，还通过苏丹和西奈半岛从陆路走私武器。

## 行动
以色列指挥官是根据情报报告采取行动的。情报报告显示，在叙利亚港口，甲板上的100个集装箱中有39个装载着伊朗武器，并准备移交给哈马斯。“维多利亚”号在距离以色列海岸约200海里处被劫持，当时它正从土耳其驶往埃及阿里什港（其他消息来源称目的地为埃及亞歷山卓）。据以色列国防军称，这艘船在叙利亚的拉塔基亚港装载了这批货物，然后驶向土耳其的梅尔辛。该船被以色列海军导弹船拦截，它们用无线电向船长询问他的出发地和计划目的地，然后告诉他，他的船涉嫌运载非法货物，并请求准许登船检查。船长同意了，并命令船停下来。几分钟后，载有以色列精锐海军部队第13突击队的快艇停靠在这艘船旁边。放下一架梯子让他们爬上船。由于担心船上可能有伊朗人或哈马斯成员，突击队员带着武器随时登船。突击队员命令全体船员在舰桥上集合，然后开始检查货物。以色列国防军说，该船的船员不知道它携带了隐蔽的武器。该船被转往阿什杜德港作进一步检查。在这些违禁品卸完后，以色列宣布将释放“维多利亚”号，允许它继续驶向埃及亚历山大港。
据以色列国防军海军副指挥官拉尼·本·耶达少将称，这些武器可能是几周前从伊朗运到叙利亚的，当时两艘伊朗军舰通过苏伊士运河。

## 货物内容

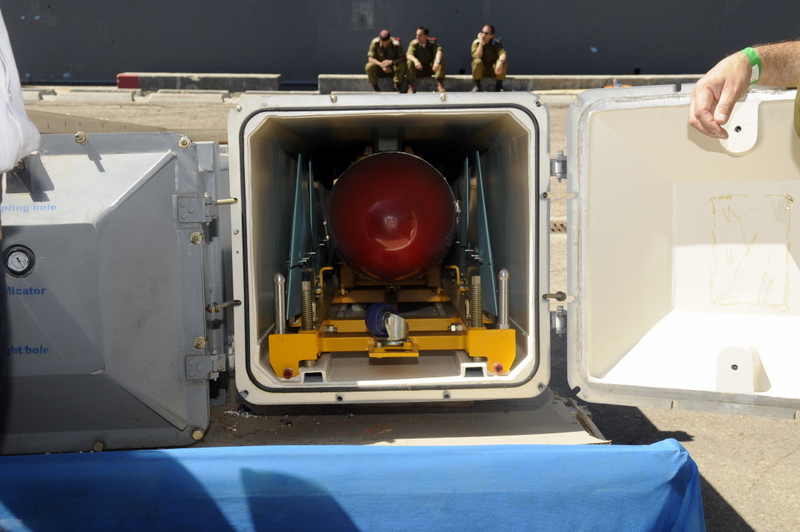
在维多利亚号上发现了C-704反舰导弹

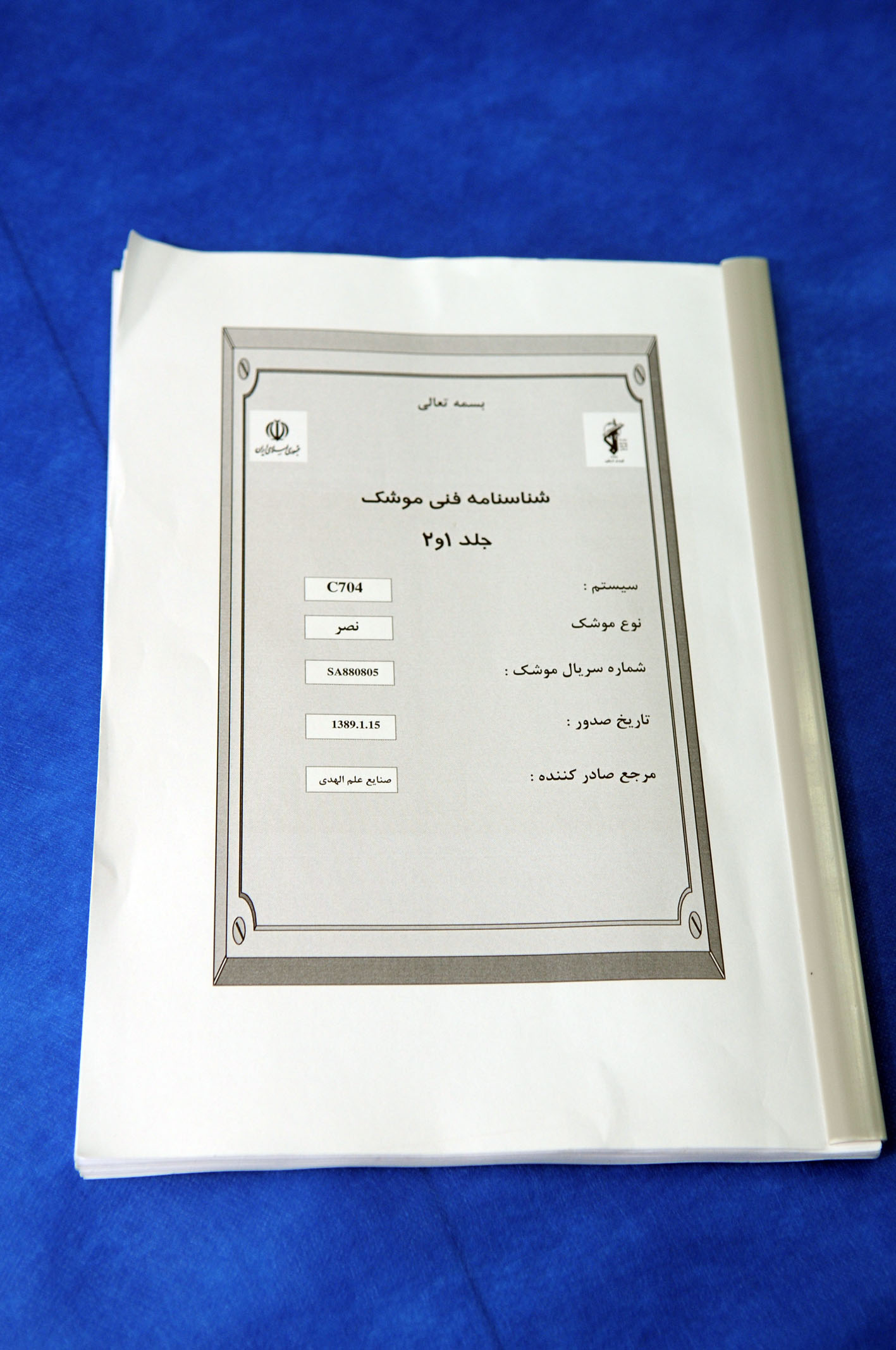
在维多利亚号上发现的带有伊朗政府徽章的波斯文导弹识别文件

在叙利亚生产的棉花袋和扁豆下面藏着三个集装箱，下面是下列武器系统：
- 6枚C-704反舰导弹
- 230枚迫击炮弹，口径120毫米
- 2270枚迫击炮弹，口径60毫米
- 2套英国制造的雷达系统
- 2个火箭发射器
- 雷达系统液压安装吊车2台
- 66,960个7.62×39毫米子弹（通常用于AKM突击步枪）。

据以色列国防军说，这些武器附有波斯文的使用手册。60mm迫击炮的装填单还包括一个射程表，用于AZ111-A2型冲击引信，由伊朗独家制造。为了误导可能的检查人员，所有的板条箱上都贴上了“英国制造”的标签。
C-704导弹射程35公里，一枚130公斤的爆炸弹头能够击沉一艘1000吨的船只。据《耶路撒冷邮报》报道，如果该船携带的六枚导弹抵达加沙地带，它们“将迫使美国海军改变其操作方式”。美国海军通常在离海岸只有几公里的地方运行，导弹将扭转局面。

## 回应
- 以色列：以色列外交部指示其驻联合国大使就伊朗向加沙地带走私武器的行为向联合国安理会制裁委员会提出申诉，称这违反了联合国安理会禁止伊朗出口武器的1747号决议。[5]
- 伊朗：伊朗参谋长萨利希否认伊朗是幕后主使的说法，他说:“以色列是一个建立在谎言基础上的政权，它制造谎言和捏造事实。”[5]
- 美国：美国国务院发言人马克·C·托纳发表新闻声明称:“鉴于以色列和埃及最近没收了运往恐怖组织的先进武器和相关材料，美国重申强烈谴责非法走私活动。”我们强调，根据联合国安全理事会有关决议，所有国家都有义务防止此类武器和弹药贩运。联合国安理会第1747号决议特别禁止伊朗出口任何武器和相关材料。任何与此相反的活动都是伊朗在该地区破坏稳定活动的又一个例子。我们呼吁所有区域国家履行这些义务。我们将继续与合作伙伴密切合作，防止向恐怖组织运送武器。”[9]

## 合法性
联合国安理会1929号决议授权各国没收伊朗禁止出口的物品，包括武器。